# Лаванда зубчатая

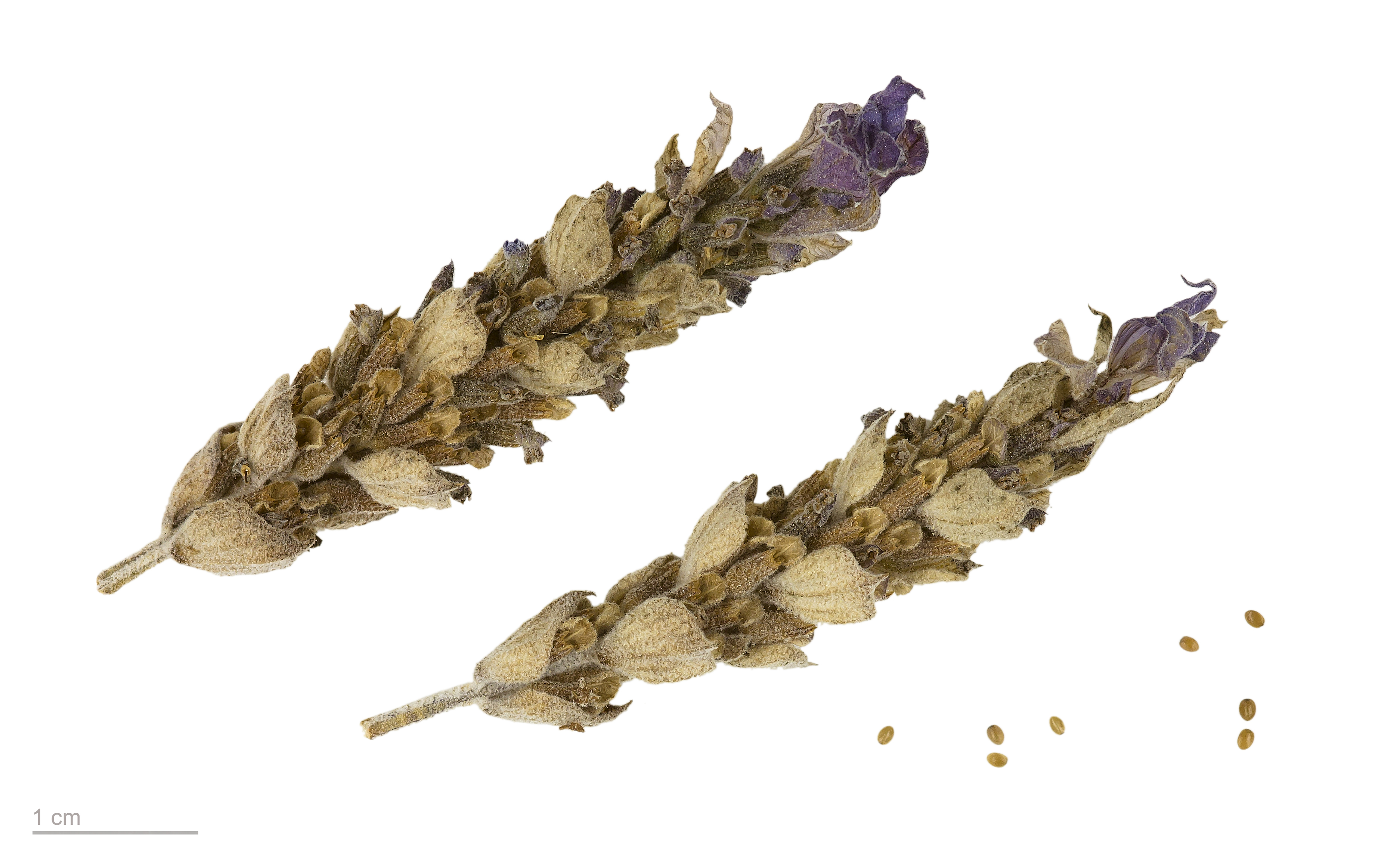
Lavandula dentata - Тулузский музеум

Лаванда зубчатая (лат. Lavandula dentata) — растение рода Лаванда из семейства Яснотковые.

## Ботаническое описание
Лаванда зубчатая растёт до метра в высоту. Листья растения серо-зелёного или серебристого цвета, линейные, имеют зубчатые края. Цветки крупные, ароматные.

## Распространение
Родиной растения является юго-восточная Европа (Испания) и северная Африка (Алжир, Марокко, Тунис). Лаванда зубчатая растёт также на Мадейре и на Канарских островах. Растение также выращивается в России.

## Использование в культуре
Лаванда зубчатая обычно выращивается как декоративное растение. Эфирное масло растения используется в парфюмерии. Растение также используется в Мурсии как растительное лекарственное средство для желудка.